# Marie-Pierre-François-Louis Belle
Marie-Pierre-François-Louis Belle, né le 14 juillet 1877 à Belfort et mort le 15 juillet 1920 à Paris, est un peintre français.

## Biographie
Marie-Pierre-François Louis Belle est le fils de Marc Belle, receveur des douanes et de Louise Eudoxie Danner.
Élève de Jules Lefebvre, William Bouguereau, André Ferrier et Jacques Humbert, il débute au Salon en 1901 (mention honorable), date à laquelle il concourt pour le prix de Rome, puis réitère en 1907 (médaille de troisième classe).
En 1909, il épouse Madeleine Piquet. La même année il remporte le prix Marie-Bashkirtseff.
Il meurt à son domicile de la rue de la Grande-Chaumière à l'âge de 43 ans.

## Collections publiques
- École nationale supérieure des beaux-arts, Paris, deux dessins :
  - Étude d'ostéologie et de myologie, 1893[5].
  - Apollon poursuit Daphné dont il est amoureux, 1898[6].